# 李月明
李 月明（り げつめい, 1968年1月24日 - ）は、中国の元バレーボール選手である。身長188cm。上海市出身。元はバスケット選手だったがスカウトされバレーボールに転向。

## 来歴
中学時代はバスケットボール部にいたが、14歳の時に上海女子バレーの監督の勧めでバレーボールを始める。1986年に中国代表に初選出される。188cmの長身を生かした速攻、ブロック、移動攻撃で活躍し、1988年ソウルオリンピックで銅メダルを獲得した。

## 球歴
- 1988年: ソウル五輪（銅メダル）
- 1989年: ワールドカップ（3位）
- 1990年: 世界選手権（2位）
- 1991年: ワールドカップ（2位）
- 1992年: バルセロナ五輪（7位）